# Kościół św. Antoniego w Żółwiej Błoci
Kościół św. Antoniego w Żółwiej Błoci – katolicki kościół filialny zlokalizowany we wsi Żółwia Błoć w gminie Goleniów, w powiecie goleniowskim (województwo zachodniopomorskie). Należy do parafii Matki Bożej Królowej Polski w Krępsku.

## Historia i architektura
Kościół, wzniesiony w 1920 roku, jest sytuowaną na planie prostokąta budowlą, nakrytą dachem typu siodłowego pokrytym ceramiczną dachówką. Na dachu umieszczona jest sygnaturka. Ściany zewnętrzne są otynkowane. Otwory okienne zakończone są ostrołukowo, umieszczone są w nich przedwojenne witraże. Do kościoła przylega parterowy budynek mieszkalny, kryty dwuspadowym dachem.
Wewnątrz kościoła zachowały się oryginalne neogotyckie ławki. W prezbiterium znajduje się drewniany pulpit i mensa ołtarzowa z płaskorzeźbą przedstawiającą Ostatnią Wieczerzę. Nad ołtarzem zawieszony jest obraz Matki Bożej Ostrobramskiej. Na witrażach w prezbiterium przedstawione zostały symbole eucharystyczne – Baranek Boży i kielich.
Po zakończeniu II wojny światowej kościół został poświęcony jako świątynia katolicka w dniu 13 czerwca 1946 roku przez księdza Józefa Wojnara.